# Windowlicker
Windowlicker è un singolo del musicista Richard D. James, pubblicato nel 1999 dalla Warp Records con lo pseudonimo Aphex Twin.
Il singolo ha raggiunto la posizione 16 nella classifica dei singoli del Regno Unito, ed è una parodia della dance e dell'hip hop commerciale con continui riferimenti al sesso. È stato pubblicato in versione vinile 12 pollici, doppio CD, in Special Edition per il mercato giapponese e in VHS.
Il singolo è pubblicato insieme con altre due tracce, e ognuna ha uno stile musicale differente.

## Le tracce
Il brano Windowlicker ha dei campionamenti vocali di James con dei ritmi breakbeat frenetici tipici di Aphex Twin, campionamenti di batteria e un coro che inizia in modo calmo e irregolare si conclude con un minuto di bassi molto distorti.
Il titolo si presta a due interpretazioni: in inglese è un'espressione dispregiativa per indicare una persona con disabilità mentali. In francese l'espressione lèche-vitrine ("lecca vetrine", in inglese "window licker"), significa "colui che guarda le vetrine dei negozi senza comprare nulla". Questa seconda interpretazione viene messa in evidenza nel video del singolo, in cui due giovani guardano con ammirazione due procaci prostitute attraverso i finestrini di una Limousine.
Il brano è stato utilizzato in diversi spot pubblicitari, tra cui quello della Mercedes Benz. L'artwork è opera del gruppo artistico londinese The Designers Republic.
Osservando uno spettrogramma della traccia si può osservare l'immagine di una spirale. L'effetto è stato realizzato con l'uso del software MetaSynth per mac. Uno degli strumenti del programma permette di inserire delle immagini e convertirle in suono, benché le foto trasformate generino spesso suoni non armonici, metallici e stridenti.
Del brano esiste anche la versione Windowlicker (Acid Edit), presente nella compilation 26 Mixes for Cash.
Insieme al singolo vennero commercializzati anche alcuni oggetti promozionali, tra cui un calendario con immagini prese dal video, una collana con un pendente che raffigura il logo di Aphex Twin e un VHS con il video non censurato.
Il singolo è stato nominato "Single of the Year 1999" dalla rivista inglese New Musical Express nella sua classifica di fine anno.
La traccia ΔMi−1 = −aΣn=1NDi[n] [Σj∈ℂ{i}Fij[n − 1] + [Fexti[[n−1]] è un brano sperimentale. Osservando uno spettrogramma della traccia si possono osservare immagini del volto di James in suono. Alcuni campionamenti di questo brano sono presenti anche nella traccia 54 Cymru Beats nell'album Drukqs. Per via della complessità del titolo, il brano viene spesso soprannominato Complex Matematical Equation, [Equation] o [Formula].
Questa equazione sembra essere una relazione che coinvolge la variazione (∆) di una quantità di massa (∆Mᵢ⁻¹) rispetto al tempo. Qui ci sono alcuni elementi chiave nell'equazione:
- ∆Mᵢ⁻¹: Questa parte sembra rappresentare la variazione della massa rispetto al tempo per una particolare entità o sistema, indicata con l'indice "i".
- ∂: Questo simbolo solitamente indica una derivata parziale, suggerendo che stiamo trattando una funzione multidimensionale.
- ∑ Dᵢ[n]: Questo potrebbe rappresentare una somma su una certa quantità D per ogni istante di tempo "n".
- ∑ Fⱼᵢ[n−1]: Qui sembra esserci una somma delle forze applicate sull'entità "i" in un istante di tempo precedente "n−1". Le forze sembrano essere indicate con l'indice "j".
- F extᵢ[n⁻¹]: Questo sembra essere una forza esterna applicata sull'entità "i" all'istante di tempo "n⁻¹".

In sostanza, l'equazione sembra descrivere come la variazione della massa di un sistema dipende dalle forze applicate su di esso, sia interne (rappresentate da ∑ Fⱼᵢ[n−1]) che esterne (rappresentate da F extᵢ[n⁻¹]), insieme ad altri fattori indicati da ∑ Dᵢ[n]. Potrebbe essere un'equazione di bilancio di massa o qualcosa di simile. La notazione matematica suggerisce che si tratta di un modello o di un'equazione di legge fisica in un contesto specifico, come la termodinamica, la meccanica dei fluidi o un'altra branca della fisica.
Il brano Nannou è composto principalmente con campionamenti di un carillon.

## Il video
Il video del singolo Windowlicker è diretto da Chris Cunningham, già regista del video di Come to Daddy nel 1997. ed è una parodia dei video rap. Due giovani, un ispanico e un afroamericano girano per Los Angeles a bordo di una Mazda Miata (MX5) tentando, senza fortuna, di abbordare due prostitute afroamericane. All'improvviso una lunghissima limousine tampona l'auto dei due e dal finestrino si scorge un personaggio con le sembianze, alterate, di Richard James, che ammicca alle prostitute. Queste salgono sulla limousine, i due giovani, delusi, le guardano con stupore dal finestrino e da qui il video si alterna tra immagini del personaggio di James che festeggia nell'auto con le prostitute, con tanto palpeggiamenti e spumanti, e lo stesso personaggio che balla in strada con un ombrello, recante il logo di Aphex Twin, ricordando Gene Kelly nella scena della danza sotto la pioggia del film Cantando sotto la pioggia. Durante il video, i volti delle due prostitute mutano nel volto, sfigurato, di James. Il finale vede una schiera di prostitute ballare sotto una pioggia di spumante stappato dal personaggio di James. Il video ha ricevuto il premio come "Best Video" ai Brit Awards 2000, vincendo contro Supergrass, Chemical Brothers, Fatboy Slim e Robbie Williams.

## Tracce
CD1 e vinile 12"
1. Windowlicker - 6:07
2. ΔMi−1 = −aΣn=1NDi[n] [Σj∈ℂ{i}Fij[n − 1] + [Fexti[[n−1]] - 5:43
3. Nannou - 4:13

CD2
1. Windowlicker (Original Demo) - 2:37
2. Windowlicker Video - (in formato QuickTime)

Special Edition giapponese
1. Windowlicker – 6:04
2. ΔMi−1 = −aΣn=1NDi[n] [Σj∈ℂ{i}Fij[n − 1] + [Fexti[[n−1]] - 5:43
3. Nannou – 4:22
4. Windowlicker (Demo Version) - 1:57
5. Windowlicker (End-Roll Version) - 1:07